# ديريك ماسون
ديريك ماسون (بالإنجليزية: Derek Mason)‏ هو لاعب كرة قدم أمريكية أمريكي، ولد في 29 سبتمبر 1969 في فينيكس في الولايات المتحدة.